# Батайский музей истории
Батайский музей истории (полное название Муниципальное бюджетное учреждение культуры «Городской музей истории города Батайска») — исторический (краеведческий) музей в городе Батайск Ростовской области.
Адрес: Ростовская область, город Батайск, ул. Кирова, 51а.

## История
Первый музей в Батайске был открыт в 1966 году и находился в местном кинотеатре. Первоначальное его название ― «Музей революционной, боевой и трудовой славы». Располагался он всего в двух комнатах, а его фонд насчитывал только около 400 экспонатов.
Современное здание музея было возведено в 1979 году коллективом СМП-162. Открытие состоялось 22 апреля этого же года.
Постановлением Главы администрации города Батайска 22 марта 1993 года переименован в Городской музей истории. В настоящее время общая площадь музея составляет 1045 м², экспозиционно-выставочная — 430 м². Современное двухэтажное здание музея расположено в Парке культуры и отдыха, в 2024 году проводился ремонт здания музея.

## Деятельность
Основой всех экспозиций музея являются экспонаты, рассказывающие об истории города, этнографии, археологии с момента основания в 1769 году до современного периода. Фонды музея насчитывают около 9 тысяч подлинных документов, посвящённых истории Батайска.
Музей в своей работе сотрудничает с различными учреждениями, общественными организациями и предприятиями города и области. В нём ведётся работа по основным направлениям:
- экспозиционно-выставочная деятельность;
- эстетического, нравственного, этического, гражданско-патриотического воспитания молодежи;
- изучения истории, традиций родного края и популяризацию их среди населения города;
- профилактики девиантного поведения населения и пропаганды здорового образа жизни;
- работы с ветеранами;
- миротворческая деятельность;
- культурно-досуговая деятельность.

Экспозиционно-выставочная деятельность включает в себя постоянно-действующую экспозиции:
- краеведения,
- Зала Боевой Славы.

Здесь представлены интересные экспонаты: старинная утварь ХVIII-XIX веков, интерьеры жилища второй половины XIX века и середины XX века, редкие документы и фотографии по истории железнодорожного узла станции Батайск, православных храмов сел Батайск и Койсуг, учреждений культуры и образования. Здесь можно увидеть костюм казачки и старый тульский самовар, рубель и прялку, сундук и паровой утюг, патефон и старинное пианино.
Также в музее работает арт-галерея в которой демонстрируются произведения искусства из фондов музея и коллекций музеев Российской Федерации и частных коллекционеров. На площадке у музея традиционно проводятся праздничные концерты, фестивали народного творчества, встречи ветеранов и полевая кухня, выставки юных художников, мастеров декоративно-прикладного искусства и живописи.